# ITK Reform 501 LE
Az ITK Reform 501 LE a debreceni Inter Traction Electrics , elővárosi használatra szánt alacsony belépésű busza.
A buszt 2018 decemberében mutatta be a cég, egy sajtónyilvános eseményen. A  buszt a cég a Mercedes-Benz önjáró alvázára gyártja. 
A buszt 2019-ben az év haszongépjárműjévé választották.

## Alkalmazása
Magyarországon Debrecenben alkalmazza a ITK, a DKV alvállalkozójaként, a Volánbusz országszerte, valamint az ITK Komárom-Esztergom Vármegyében, és az Úszó Nemzet Programban is ezen buszokkal szolgáltat.
A 99 példányból 1 Debrecenben szolgál, 88 a Volánbusz kötelékében, 10 pedig az ITK tulajdona, melyekkel Komárom-Esztergomban és az Uszó Nemzet Programban szolgáltat. Az ITK kocsjai fehér színűek, a 88 Volánbusz tulajdonú busz a megszokott Volánsárga (dinnyesárga) színben pompáznak, a debreceni példány pedig a DKV-s színeket (kék, fehér, sárga) viseli magán.